# Glaphyrus turkestanicus
Glaphyrus turkestanicus is een keversoort uit de familie Glaphyridae. De wetenschappelijke naam van de soort is voor het eerst geldig gepubliceerd in 1889 door Semenov.